# Franz Lachner
Franz Lachner (Rain, 2 aprile 1803 – Monaco di Baviera, 20 gennaio 1890) è stato un compositore e direttore d'orchestra tedesco.

## Biografia
Lachner nacque in una famiglia di musicisti (i suoi fratelli Ignaz, Theodor e Vinzenz divennero anch'essi musicisti). 
Studiò musica con Simon Sechter e Maximilian Stadler.
Debuttò, come direttore d'orchestra, al Theater am Kärntnertor di Vienna prima di divenire una delle maggiori figure del panorama musicale di Monaco di Baviera negli anni 1830, dirigendo all'Opera di Stato della Baviera, in diversi concerti e festival divenendo sotto Ludovico I di Baviera (re) il primo Direttore Generale Musicale della Bayerisches Staatsorchester dal 1836 al 1867.
La sua carriera ebbe una fine improvvisa quando giunse sulla piazza, nel 1864, l'allievo di Richard Wagner, Hans von Bülow. Lachner rimase ufficialmente al suo posto per i pochi anni contrattuali che gli rimanevano, ma di fatto senza più prestare la sua opera.

Suo allievo fu Cyrill Kistler.

## Opere
Lachner fu un compositore molto noto e prolifico ai suoi tempi, anche se oggi non è considerato un compositore dei più noti. Le sue opere, influenzate da Ludwig van Beethoven e dal suo amico Franz Schubert, sono considerate corrette formalmente ed un buon lavoro artigianale, ma non hanno l'impronta del genio ed oggi sono poco note. Fra i suoi successi vi fu l'opera Caterina Cornaro (1841), il Requiem e la Settima suite per orchestra (1881). I suoi pezzi più eseguiti ai nostri giorni sono sicuramente le sonate per organo (Opp. 175, 176, 177) e la musica da camera, in particolare quella per strumenti a fiato, che riceve la maggior attenzione, anche se i suoi quartetti d'archi e le sue sinfonie sono state recentemente eseguite e registrate. Le sue canzoni, alcune delle quali scritte sugli stessi testi utilizzati da Schubert, contribuirono a sviluppare il Lied tedesco.
In occasione dell'esecuzione dell'opera di Luigi Cherubini, Medea, a Francoforte sul Meno nel 1855, Lachner compose i recitativi per musicare i dialoghi originali recitati, ed è questa versione, tradotta in italiano, ad essere stata per lo più eseguita, nei secoli successivi, nelle non infrequenti riprese dell'opera.